# Instytut Medyczny Howarda Hughesa

Logo for Howard Hughes Medical Institute

Instytut Medyczny Howarda Hughesa (ang. Howard Hughes Medical Institute) – amerykański naukowy instytut medyczny, o charakterze non-profit, znajdujący się w Chevy Chase w Marylandzie, założony w 1953 przez Howarda Hughesa.
Jest jedną z największych prywatnych organizacji prowadzących biologiczne i medyczne badania naukowe na świecie. Wartość kapitału żelaznego (endowment) tej instytucji szacuje się na 14,8 mld dolarów.
W 1953 roku jako oddział tej organizacji włączono Hughes Aircraft Company. 
Z Instytutem Medycznym Howarda Hughesa związanych jest 11 laureatów Nagrody Nobla: Richard Axel, Linda Buck, Roderick MacKinnon, Robert Horowitz, Eric Kandel, Günter Blobel, Eric Wieschaus, Thomas Cech, Johann Deisenhofer, Susumu Tonegawa, Paul Modrich.